# Tos de la perrera
La tos de la perrera, también conocida como enfermedad respiratoria infecciosa canina, anteriormente traqueobronquitis infecciosa canina, es una infección de las vías respiratorias superiores que afecta a los perros. Existen múltiples agentes causales, el más común es la bacteria Bordetella bronchiseptica (que se encuentra en el 78.7% de los casos en el sur de Alemania), seguida del virus de la parainfluenza canina (37.7% de los casos) y, en menor medida, el coronavirus canino (9.8% de los casos) Es altamente contagioso; sin embargo, los perros adultos pueden mostrar inmunidad a la reinfección incluso bajo exposición constante. La tos de la perrera se llama así porque la infección puede propagarse rápidamente entre los perros en los cuartos cercanos de una perrera o refugio de animales. 
Las causas virales y bacterianas de la tos canina se propagan a través de gotitas en el aire producidas por estornudos y tos. Estos agentes también se propagan a través del contacto con superficies contaminadas. Los síntomas comienzan después de un período de incubación de varios días después de la exposición y, en la mayoría de los casos, desaparecen por sí solos. Sin embargo, en cachorros jóvenes o animales inmunocomprometidos, las infecciones mixtas o secundarias pueden progresar a infecciones de las vías respiratorias bajas, como la neumonía.El diagnóstico se basa en la sintomatología y，en la mayoría de los casos, en pruebas de laboratorio. El tratamiento es sintomático y con enfoque en la hidratación.

## Síntomas
El período de incubación es de 5 a 7 días (con un rango de 3 a 10). Los síntomas pueden incluir tos seca y áspera, arcadas, estornudos, resoplidos, náuseas o vómitos en respuesta a una leve presión de la tráquea o después de la excitación o el ejercicio. La presencia de fiebre varía de un caso a otro. 

### Tipos
Aunque la tos de la perrera se considera una infección multifactorial, existen dos formas principales. El primero es más leve y es causado por B. bronchiseptica e infecciones por parainfluenza canina, sin complicaciones por el virus del moquillo canino (CDV) o el adenovirus canino (CAV). Esta forma ocurre con mayor frecuencia en otoño y se puede distinguir por síntomas como tos y vómitos. La segunda forma tiene una combinación más compleja de organismos causales, incluidos CDV y CAV. Suele ocurrir en perros que no han sido vacunados y no es estacional. Los síntomas son más severos que la primera forma y pueden incluir rinitis, conjuntivitis y fiebre, además de tos seca.

## Transmisión
Las infecciones virales como la parainfluenza canina o el coronavirus canino solo se transmiten durante aproximadamente una semana después de la recuperación; sin embargo, las infecciones respiratorias que involucran a B. bronchiseptica pueden ser transmisibles por varias semanas más. Si bien hubo evidencia temprana que sugiere que B. bronchiseptica podría arrojarse durante muchos meses después de la infección, un informe más reciente coloca niveles nasales y faríngeos detectables de B. bronchiseptica en el 45,6% de todos los perros clínicamente sanos. Esto potencialmente ha expandido el vector de perros infectados actualmente o recientemente a la mitad de la población de perros como portadores. Para poner en perspectiva los niveles relativos de desprendimiento de bacterias, un estudio que analiza la cinética de desprendimiento de B. bronchiseptica presenta los niveles más altos de desprendimiento de bacterias una semana después de la exposición, con una disminución del orden de magnitud observada cada semana. Esta proyección coloca niveles insignificantes de desprendimiento esperados seis semanas después de la exposición (o aproximadamente cinco semanas después del inicio de los síntomas). Los perros a los que se les administró la vacuna intranasal cuatro semanas antes del desafío virulento de B. bronchiseptica mostraron poco o ningún desprendimiento de bacterias dentro de las tres semanas posteriores a la exposición a la cepa virulenta. 

## Tratamiento y prevención
Se administran antibióticos para tratar cualquier infección bacteriana presente. Los supresores de la tos se usan si la tos no es productiva. Los AINE a menudo se administran para reducir la fiebre y la inflamación de las vías respiratorias superiores. La prevención es mediante la vacunación de adenovirus canino, moquillo, parainfluenza y Bordetella. En las perreras, la mejor prevención es mantener todas las jaulas desinfectadas. En algunos casos, como las "guarderías para perros" o los entornos de abordaje no tradicionales de tipo playcare, generalmente no se trata de un problema de limpieza o desinfección, sino más bien un problema en el aire, ya que los perros están en contacto con la saliva y el aliento del otro. Aunque la mayoría de las perreras requieren prueba de vacunación, la vacuna no es un preventivo a prueba de fallas. Al igual que la gripe humana, incluso después de recibir la vacuna, un perro puede contraer cepas mutadas o casos menos graves. 

## Vacunas
Para aumentar su efectividad, las vacunas deben administrarse lo antes posible después de que un perro ingrese a un área de alto riesgo, como un refugio. Se requieren de 10 a 14 días para que se desarrolle la inmunidad parcial. La administración de vacunas contra B. bronchiseptica y parainfluenza canina puede continuarse de manera rutinaria, especialmente durante los brotes de tos de las perreras. Existen varios métodos de administración, incluidos los parenterales e intranasales. Sin embargo, el método intranasal se ha recomendado cuando la exposición es inminente, debido a una protección más rápida y localizada. Se han desarrollado varias vacunas intranasales que contienen adenovirus canino además de B. bronchiseptica y antígenos del virus de la parainfluenza canina. Hasta el momento, los estudios no han podido determinar qué fórmula de vacunación es la más eficiente. Los efectos adversos de las vacunas son leves, pero el efecto más común observado hasta 30 días después de la administración es la secreción nasal. Las vacunas no siempre son efectivas. En un estudio se encontró que el 43.3% de todos los perros en la población de estudio con enfermedad respiratoria habían sido vacunados.

## Complicaciones
Los perros generalmente se recuperan de la tos de la perrera en unas pocas semanas. Sin embargo, las infecciones secundarias podrían provocar complicaciones que podrían causar más daño que la enfermedad misma. Se han recuperado varios invasores oportunistas de las vías respiratorias de perros con tos de perrera, incluidos Streptococcus, Pasteurella, Pseudomonas y varias bacterias coliformes . Estas bacterias tienen el potencial de causar neumonía o sepsis, lo que aumenta drásticamente la gravedad de la enfermedad. Estas complicaciones son evidentes en los exámenes radiográficos torácicos . Los resultados serán leves en los animales afectados solo por la tos de la perrera, mientras que aquellos con complicaciones pueden tener evidencia de atelectasia segmentaria y otros efectos secundarios graves.